# D
D, d — четвëртая буква базового латинского алфавита. 
Название буквы произносится как «дэ», в английском и итальянском алфавитах — «ди».

## История
Буква происходит от греческой буквы дельта (Δ).
| Название по-русски: Дэ. Код НАТО: Delta (/ˈdelta/, [дэл'та]). Азбука Морзе: −·· |                   |                                     |        |
| \| ● \| ● \| \| ○ \| ● \| \| ○ \| ○ \| Шрифт Брайля                             | Семафорная азбука | Флаги международного свода сигналов | Амслен |
| ●                                                                               | ●                 |                                     |        |
| ○                                                                               | ●                 |                                     |        |
| ○                                                                               | ○                 |                                     |        |

## Использование
- В математике заглавная D — обозначение дискриминанта, а также производной, строчная d — дифференциальный оператор и d — диаметр.
- В физике d — символ дейтрона, D — электрическая индукция.
- В химии — символ дейтерия.
- В музыке — нота ре, доминанта. D — буквенное название четвертого тона нашей основной гаммы[1].
- В медицине — витамин.
- В программировании — язык программирования D.
- D — условный знак монетных дворов на монетах[2].
- «d» (лат. denarius) употреблялось как сокращение английских пенсов[2] (до 1971 года).
- готическое «d» в торговых счетах и как монетный знак означает германские пфенниги[2].
- В римской записи чисел, этой буквой обозначается число 500.